# Patancheru
Patancheru är en ort i Indien.   Den ligger i distriktet Medak och delstaten Telangana, i den centrala delen av landet, 1 200 km söder om huvudstaden New Delhi. Patancheru ligger 540 meter över havet och antalet invånare är 46 821.
Terrängen runt Patancheru är platt. Runt Patancheru är det mycket tätbefolkat, med 1 313 invånare per kvadratkilometer. Närmaste större samhälle är Serilingampalle, 6,0 km sydost om Patancheru. Omgivningarna runt Patancheru är en mosaik av jordbruksmark och naturlig växtlighet.